# Аксу (притока Балхашу)
Аксу́ (каз. Ақсу, Aqsu; тюрк. аксу — «чиста, льодовикова вода») — гірська річка у північній частині Алматинської області Казахстану. Бере початок серед льодовиків Джунгарського Алатау, протікає по Балхаш-Алакольській котловині, впадає в озеро Балхаш. Довжина 316 км, площа басейну 5 040 км². Середні витрати води біля селища Джансугуров 6,66 м³/с.
В басейні річки 788 озер і водосховищ загальною площею 33,1 км². Використовується для зрошення. На річці ГЕС.